# Otto Lischewski
Otto Lischewski (* 23. November 1913 in Berlin; † 9. Februar 2006 ebenda) war ein deutscher Politiker (FDP).

## Leben
Otto Lischewski besuchte die Volks- und Oberschule, machte anschließend eine Lehre und arbeitete als Versicherungskaufmann. Er leistete Reichsarbeitsdienst und wurde zur Wehrmacht einberufen.
Er war ab 1945 Mitglied der FDP/LDP und von 1951 bis 1958 Bezirksvorsitzender in Berlin-Steglitz, zeitweise Fraktionsvorsitzender sowie ab 1956 Vorsitzender des dortigen Bezirksverbands. 1960/61 war er stellvertretender Landesvorsitzender der FDP Berlin. Ab 1961 war er Landesvorsitzender der Freien Demokratischen Wohlfahrt. Er war von 1964 bis 1967 Mitglied des Abgeordnetenhauses von Berlin, da Friedrich Lüttge (1900–1978) ausgeschieden war.
Lischewski erhielt 1968 das Bundesverdienstkreuz am Bande.